# Pierre Lucas (homme politique, 1763-1850)
Pour les articles homonymes, voir Pierre Lucas et Lucas.
Pierre Lucas, né à Saint-Bonnet-de-Rochefort (Allier) le 1er avril 1763 et mort à Gannat (Allier) le 12 février 1850, est un magistrat et homme politique français. Il a été député de l'Allier au Corps législatif en 1813-1815 et président du tribunal civil de Gannat de 1800 à sa mort.

## Famille
Pierre Lucas appartient à une famille notable de la région située entre Gannat et Chantelle. Son père, Antoine Gilbert Lucas, était fermier de la seigneurie de Jenzat ; Pierre Lucas est issu d'un remariage tardif de son père avec Marie de Bar.
Son cousin issu de germain et en même temps beau-père, Jean Baptiste Joseph Lucas (1737-1800), procureur au grenier à sel de Gannat et notaire royal, fut élu député suppléant aux États-Généraux ; il siégea effectivement, en remplacement de Coiffier du Breuille, démissionnaire le 1er décembre 1789. Le fils de celui-ci, et donc frère de sa femme, Augustin Lucas, personnage le plus connu de la famille, inspecteur des eaux minérales de Vichy, maire de Vichy de 1822 à 1831, président de l'Académie royale de médecine en 1826, fut anobli par Louis XVIII en 1815 et créé baron héréditaire en 1822.

## Biographie
Pierre Lucas a été élève à l'École royale militaire d'Effiat. Il a fait ensuite des études de droit.
Il épousa à Gannat, le 10 décembre 1781, Hélène Procule Lucas (1761-1842), fille de son cousin Jean Baptiste Joseph Lucas. Le couple n'eut pas d'enfants.
Il exerça comme avocat. En 1792, il fut procureur de la commune de Gannat. De 1792 à 1795, il occupa la fonction de juge au tribunal de district de Gannat, puis de commissaire du pouvoir exécutif près le tribunal de Gannat.
Le 18 mai 1800, il devint président du tribunal civil de Gannat et le resta jusqu'à sa mort à l'âge de 86 ans. Il est alors le doyen des magistrats de France.
Le 6 janvier 1813, il est élu par le Sénat conservateur comme député de l'Allier au Corps législatif. Il le reste jusqu'au 20 mars 1815.
Il était officier de la Légion d'honneur.